# Municipio de Abreus
Municipio de Abreus är en kommun i Kuba.   Den ligger i provinsen Provincia de Cienfuegos, i den västra delen av landet, 210 km sydost om huvudstaden Havanna. Antalet invånare är 30 330. Arean är 564 kvadratkilometer.
Terrängen i Municipio de Abreus är platt.